# Consignation en France
La consignation est une mesure provisoire qui place un objet dans les mains d'une autre personne sans en transférer la propriété. Elle est régie en France par le code civil ainsi que d'autres textes légaux.

## Cadre légal

### Consignation de marchandises
La consignation est une mesure de police judiciaire provisoire qui empêche la commercialisation d'une marchandise en cas de doute sur sa conformité. Elle est réalisée par l'administration (notamment les agents de la répression des fraudes), sous l'autorité du procureur de la République. Elle se distingue de la confiscation qui est faite, elle, par le juge judiciaire.
La consignation est mise en place en cas de doute. Elle peut aboutir à une saisie de la marchandise (cf. saisie (consommation)).

#### Consignation d'une somme d'argent
La consignation d'une somme d'argent est demandée lors d'une plainte avec constitution de partie civile. Elle correspond à un montant qui peut servir à payer une éventuelle amende dans le cas d'une plainte abusive, ou si la partie attaquée à tort demande des dommages et intérêts.

### Cadre commercial
La consignation en matière commerciale est la mise à disposition d'un tiers de marchandises afin d'en permettre la vente.

## Applications juridiques

### En matière commerciale
La consignation est décrite juridiquement à l'article L. 215-7 du code de la consommation : 
"Les autorités qualifiées pour rechercher et constater les infractions au présent livre [II du code de la consommation] pourront, dans tous les lieux mentionnés au premier alinéa de l'article L. 215-3 et sur la voie publique, consigner, dans l'attente des résultats des contrôles nécessaires :
1° Les produits susceptibles d'être falsifiés, corrompus ou toxiques ;
2° Les produits susceptibles d'être impropres à la consommation, à l'exception des produits d'origine animale, des denrées alimentaires en contenant ainsi que des aliments pour animaux d'origine animale ou contenant des produits d'origine animale dont l'impropriété à la consommation ne peut être reconnue qu'en fonction de caractères organoleptiques anormaux ou de signes de pathologie lésionnelle ;
3° Les produits, objets ou appareils susceptibles d'être non conformes aux lois et règlements en vigueur, et de présenter un danger pour la santé ou la sécurité des consommateurs.
4° Les produits susceptibles d’être présentés sous une marque, une marque collective ou une marque collective de certification contrefaisantes."
Le même article L. 215-7 précise ensuite les modalités de la consignation : 
"Les produits, objets ou appareils consignés seront laissés à la garde de leur détenteur.
Les autorités habilitées dressent un procès-verbal mentionnant les produits, objets de la consignation. Ce procès-verbal est transmis dans les vingt-quatre heures au procureur de la République.
La mesure de consignation ne peut excéder une durée de un mois que sur autorisation du procureur de la République.
Mainlevée de la mesure de consignation peut être ordonnée à tout moment par les autorités habilitées ou par le procureur de la République."
Les peines pour non-respect de la mesure de consignation est puni de deux ans d'emprisonnement et de 37 500 € d'amende (L. 215-7 du code de la consommation renvoie aux peines de l'article L. 213-1 du même code).

### En procédure pénale
La consignation est définie aux articles 88 et R.15-41 du code de procédure pénale.
L'attribution de l'aide juridictionnelle, même partielle, dispense totalement de la consignation.
Le montant de la consignation doit être proportionnée aux ressources du plaignant, sans quoi elle porte atteinte à ses intérêts, rendant l'ordonnance du juge d'instruction susceptible d'appel. Ces dernières années, le montant de la consignation oscillait souvent entre mille et cinq à sept mille euros.